# Turn- und Sportverein München von 1860 2001-2002
Questa voce raccoglie le informazioni riguardanti il Turn- und Sportverein München von 1860 nelle competizioni ufficiali della stagione 2001-2002.

## Stagione
Nella stagione 2001-2002 il Monaco 1860, allenato da Werner Lorant e Peter Pacult, concluse il campionato di Bundesliga al 9º posto. In Coppa di Germania il Monaco 1860 fu eliminato ai quarti di finale dal Bayer Leverkusen. In Coppa Intertoto il Monaco 1860 fu eliminato in semifinale dal Newcastle Utd.

## Rosa
| N. |                      | Ruolo | Calciatore        |
| -- | -------------------- | ----- | ----------------- |
| 1  | Germania (bandiera)  | P     | Michael Hofmann   |
| 2  | Austria (bandiera)   | D     | Martin Stranzl    |
| 4  | Germania (bandiera)  | D     | Marco Kurz        |
| 5  | Rep. Ceca (bandiera) | D     | Tomáš Votava      |
| 6  | Rep. Ceca (bandiera) | C     | Roman Týce        |
| 7  | Germania (bandiera)  | C     | Tom Stohn         |
| 8  | Norvegia (bandiera)  | C     | Vidar Riseth      |
| 9  | Germania (bandiera)  | A     | Martin Max        |
| 10 | Germania (bandiera)  | C     | Thomas Häßler     |
| 11 | Germania (bandiera)  | A     | Bernhard Winkler  |
| 12 | Croazia (bandiera)   | C     | Filip Tapalović   |
| 13 | Austria (bandiera)   | C     | Harald Cerny      |
| 14 | Germania (bandiera)  | C     | Michael Wiesinger |
| 15 | Germania (bandiera)  | D     | Holger Greilich   |
| 16 | Germania (bandiera)  | C     | Christian Holzer  |
| 17 | Bulgaria (bandiera)  | C     | Daniel Borimirov  |
| 18 | Australia (bandiera) | A     | Paul Agostino     |

| N. |                     | Ruolo | Calciatore           |
| -- | ------------------- | ----- | -------------------- |
| 19 | Croazia (bandiera)  | A     | Davor Šuker          |
| 20 | Austria (bandiera)  | C     | Markus Weissenberger |
| 21 | Germania (bandiera) | A     | Markus Schroth       |
| 22 | Belgio (bandiera)   | D     | Didier Dheedene      |
| 24 | Germania (bandiera) | D     | Uwe Ehlers           |
| 25 | Germania (bandiera) | D     | Achim Pfuderer       |
| 26 | Austria (bandiera)  | C     | Marcus Pürk          |
| 27 | Germania (bandiera) | A     | Benjamin Lauth       |
| 28 | Germania (bandiera) | C     | Daniel Bierofka      |
| 29 | Germania (bandiera) | P     | Simon Jentzsch       |
| 30 | Germania (bandiera) | A     | Rico Hanke           |
| 31 | Germania (bandiera) | P     | Jürgen Wittmann      |
| 33 | Camerun (bandiera)  | A     | Samuel Ipoua         |
| 35 | Croazia (bandiera)  | D     | Mate Lačić           |
| 36 | Germania (bandiera) | D     | Andreas Görlitz      |
| 44 | Germania (bandiera) | D     | Torben Hoffmann      |

## Organigramma societario
Area tecnica
- Allenatore: Peter Pacult
- Allenatore in seconda: Reiner Maurer
- Preparatore dei portieri: Claus Boden
- Preparatori atletici:

## Calciomercato

### Sessione estiva
| Acquisti | Acquisti             | Acquisti               | Acquisti |
| R.       | Nome                 | da                     | Modalità |
| -------- | -------------------- | ---------------------- | -------- |
| C        | Martin Čížek         | Unterhaching           |          |
| D        | Didier Dheedene      | Anderlecht             |          |
| D        | Andreas Görlitz      | Monaco 1860 (juniores) |          |
| A        | Samuel Ipoua         | Magonza                |          |
| A        | Sascha Rösler        | Ulma                   |          |
| C        | Tom Stohn            | Kickers Offenbach      |          |
| A        | Davor Šuker          | West Ham Utd           |          |
| C        | Markus Weissenberger | Arminia Bielefeld      |          |
| C        | Michael Wiesinger    | Bayern Monaco          |          |

| Cessioni | Cessioni        | Cessioni       | Cessioni |
| R.       | Nome            | da             | Modalità |
| -------- | --------------- | -------------- | -------- |
| C        | Martin Čížek    | Unterhaching   |          |
| A        | Sascha Rösler   | RW Oberhausen  |          |
| A        | Markus Beierle  | Hansa Rostock  |          |
| D        | Necat Aygün     | Beşiktaş       |          |
| P        | Axel Keller     | Schweinfurt 05 |          |
| D        | Stephan Paßlack | Norimberga     |          |
| C        | Thomas Riedl    | Kaiserslautern |          |

### Sessione invernale
| Acquisti | Acquisti | Acquisti | Acquisti |
| R.       | Nome     | da       | Modalità |
| -------- | -------- | -------- | -------- |

| Cessioni | Cessioni     | Cessioni    | Cessioni |
| R.       | Nome         | da          | Modalità |
| -------- | ------------ | ----------- | -------- |
| C        | Erik Mykland | Copenaghen  |          |
| D        | Ned Zelić    | Kyoto Sanga |          |

## Risultati

### Bundesliga

#### Girone di andata
| Arbitro: | Krug |

|  |           |                                                           |
|  | Marcatori | 54’ Strasser 60’ Marschall 76’ Pettersson 83’ (rig.) Koch |

| Arbitro: | Berg |

|                |           |  |
| Kurth 47’, 88’ | Marcatori |  |

| Arbitro: | Steinborn |

|              |           |           |
| Agostino 67’ | Marcatori | 6’ Hoogma |

| Arbitro: | Aust |

|                   |           |                                        |
| Herzog 34’ (rig.) | Marcatori | 30’ Borimirov 39’ Agostino 58’ Schroth |

| Arbitro: | Kircher |

|            |           |  |
| Riseth 76’ | Marcatori |  |

| Arbitro: | Wagner |

|                                 |           |              |
| Tapalović 59’ (aut.) Preetz 79’ | Marcatori | 45’ Agostino |

| Arbitro: | Kinhöfer |

|                      |           |             |
| Borimirov 5’ Max 75’ | Marcatori | 67’ Akonnor |

| Arbitro: | Fandel |

|                 |           |                            |
| Wibrån 23’, 61’ | Marcatori | 3’ Max 85’ (aut.) Baumgart |

| Arbitro: | Krug |

|             |           |                                                                       |
| Bierofka 9’ | Marcatori | 28’ Santa Cruz 44’ Fink 57’ Salihamidžić 80’ Élber 86’ (rig.) Pizarro |

| Arbitro: | Gagelmann |

|                     |           |  |
| Jentzsch 13’ (aut.) | Marcatori |  |

| Arbitro: | Strampe |

|            |           |                                                                    |
| Häßler 31’ | Marcatori | 33’ (aut.) Hoffmann 78’ Placente 84’ Schneider 90’ (rig.) Neuville |

| Arbitro: | Weiner |

|  |           |                                      |
|  | Marcatori | 6’ (aut.) Gibbs 78’ Cerny 90’ Häßler |

| Arbitro: | Koop |

|            |           |                                            |
| Häßler 78’ | Marcatori | 61’ Ewerthon 70’ Koller 81’ (rig.) Amoroso |

| Arbitro: | Jansen |

|           |           |                                      |
| Zeyer 28’ | Marcatori | 23’ Borimirov 40’ Häßler 67’ Schroth |

| Arbitro: | Merk |

|         |           |  |
| Max 71’ | Marcatori |  |

| Arbitro: | Kemmling |

|  |           |              |
|  | Marcatori | 65’ Dheedene |

| Arbitro: | Fandel |

|              |           |                             |
| Max 23’, 42’ | Marcatori | 22’ Korzynietz 26’ van Lent |

#### Girone di ritorno
| Arbitro: | Wagner |

|           |           |                                         |
| Klose 57’ | Marcatori | 70’ (rig.) Häßler 77’ Max 86’ Wiesinger |

| Arbitro: | Strampe |

|                            |           |  |
| Max 56’ Týce 61’ Šuker 80’ | Marcatori |  |

| Arbitro: | Jansen |

|                      |           |                   |
| Präger 60’ Romeo 81’ | Marcatori | 89’ Weissenberger |

| Arbitro: | Meyer |

|                                        |           |             |
| Agostino 18’ Max 68’ Häßler 74’ (rig.) | Marcatori | 24’ Lisztes |

| Arbitro: | Kemmling |

|                     |           |              |
| Rink 35’ Tavčar 65’ | Marcatori | 48’ Bierofka |

| Arbitro: | Berg |

|  |           |                              |
|  | Marcatori | 12’, 49’ Preetz 47’ Beinlich |

| Arbitro: | Fröhlich |

|              |           |                                    |
| Biliškov 53’ | Marcatori | 54’ Týce 59’ Max 90’ Weissenberger |

| Arbitro: | Kircher |

|              |           |  |
| Max 42’, 52’ | Marcatori |  |

| Arbitro: | Berg |

|                     |           |             |
| Sérgio 72’ Fink 90’ | Marcatori | 75’ Stranzl |

| Arbitro: | Steinborn |

|              |           |                     |
| Agostino 81’ | Marcatori | 3’ Asamoah 83’ Sand |

| Arbitro: | Kemmling |

|                                           |           |  |
| Sebescen 45’ Kirsten 49’, 81’ Baştürk 61’ | Marcatori |  |

| Arbitro: | Meyer |

|                                     |           |                          |
| Weissenberger 44’ Max 64’, 66’, 76’ | Marcatori | 38’ Rahn 55’ Patschinski |

| Arbitro: | Weiner |

|                       |           |             |
| Kehl 20’ Heinrich 26’ | Marcatori | 12’ Schroth |

| Arbitro: | Gagelmann |

|                                                    |           |                    |
| Šuker 24’ Riseth 29’ Max 45’, 89’ (rig.) Cerny 59’ | Marcatori | 32’ But 66’ Müller |

| Arbitro: | Krug |

|            |           |                       |
| Helbig 81’ | Marcatori | 68’ (aut.) Hujdurović |

| Arbitro: | Fröhlich |

|                                   |           |                             |
| Max 52’ (rig.), 60’ Borimirov 79’ | Marcatori | 20’ Dundee 45’, 63’ Meißner |

| Arbitro: | Berg |

|                      |           |                                         |
| Demo 6’ van Lent 66’ | Marcatori | 25’, 46’ Bierofka 64’, 69’ (rig.) Šuker |

### Coppa di Germania
| Arbitro: | Wezel |

|  |           |                                                                                              |
|  | Marcatori | 19’ Schroth 25’, 74’, 75’, 89’ Weissenberger 45’, 48’ Max 47’ Häßler 68’ Borimirov 73’ Ipoua |

| Arbitro: | Meyer |

|                                                  |           |                                            |
| Weissenberger 8’ Max 48’ Šuker 57’ Wiesinger 74’ | Marcatori | 29’ Hausweiler 33’ van Lent 38’ Korzynietz |

| Arbitro: | Weiner |

|                                |                      |                              |
| Balăkov 67’ (rig.) Carnell 93’ | Marcatori            | 7’ Pürk 103’ Šuker           |
| Adhemar Meißner Soldo          | Tiri di rigore 2 – 4 | Wiesinger Max Šuker Hoffmann |

| Arbitro: | Steinborn |

|                               |           |  |
| Berbatov 66’, 73’ Brdarić 80’ | Marcatori |  |

### Coppa Intertoto
| Arbitro: | Tudor |

|                         |           |              |
| Max 21’, 59’ Riseth 65’ | Marcatori | 66’ Vasković |

| Arbitro: | Çulcu |

|                                    |           |                             |
| Bogdanović 29’ Mudrinić 48’ (rig.) | Marcatori | 11’ Max 72’ Ipoua 87’ Cerny |

| Arbitro: | D'Urso |

|                  |           |                    |
| van den Berg 19’ | Marcatori | 44’ Häßler 72’ Max |

| Arbitro: | Schluchter |

|                                  |           |                  |
| Wiesinger 22’ Häßler 77’ Max 90’ | Marcatori | 37’ van Loenhout |

| Arbitro: | Bré |

|                            |           |                                   |
| Agostino 56’ Tapalović 66’ | Marcatori | 11’, 55’ (rig.) Solano 83’ Hughes |

| Arbitro: | Baskakov |

|                                       |           |             |
| Speed 5’ LuaLua 80’ Solano 90’ (rig.) | Marcatori | 42’ Schroth |

## Statistiche

### Statistiche di squadra
| Competizione      | Punti | In casa | In casa | In casa | In casa | In casa | In casa | In trasferta | In trasferta | In trasferta | In trasferta | In trasferta | In trasferta | Totale | Totale | Totale | Totale | Totale | Totale | DR  |
| Competizione      | Punti | G       | V       | N       | P       | Gf      | Gs      | G            | V            | N            | P            | Gf           | Gs           | G      | V      | N      | P      | Gf     | Gs     | DR  |
| ----------------- | ----- | ------- | ------- | ------- | ------- | ------- | ------- | ------------ | ------------ | ------------ | ------------ | ------------ | ------------ | ------ | ------ | ------ | ------ | ------ | ------ | --- |
| Bundesliga        | 50    | 17      | 8       | 3       | 6       | 31      | 33      | 17           | 7            | 2            | 8            | 28           | 26           | 34     | 15     | 5      | 14     | 59     | 59     | 0   |
| Coppa di Germania | -     | 1       | 1       | 0       | 0       | 4       | 3       | 3            | 1            | 1            | 1            | 12           | 5            | 4      | 2      | 1      | 1      | 16     | 8      | +8  |
| Coppa Intertoto   | -     | 3       | 2       | 0       | 1       | 8       | 5       | 3            | 2            | 0            | 1            | 6            | 6            | 6      | 4      | 0      | 2      | 14     | 11     | +3  |
| Totale            | 50    | 21      | 11      | 3       | 7       | 43      | 41      | 23           | 10           | 3            | 10           | 46           | 37           | 44     | 21     | 6      | 17     | 89     | 78     | +11 |

### Andamento in campionato
| Giornata  | 1  | 2  | 3  | 4  | 5 | 6  | 7 | 8 | 9  | 10 | 11 | 12 | 13 | 14 | 15 | 16 | 17 | 18 | 19 | 20 | 21 | 22 | 23 | 24 | 25 | 26 | 27 | 28 | 29 | 30 | 31 | 32 | 33 | 34 |
| --------- | -- | -- | -- | -- | - | -- | - | - | -- | -- | -- | -- | -- | -- | -- | -- | -- | -- | -- | -- | -- | -- | -- | -- | -- | -- | -- | -- | -- | -- | -- | -- | -- | -- |
| Luogo     | C  | T  | C  | T  | C | T  | C | T | C  | T  | C  | T  | C  | T  | C  | T  | C  | T  | C  | T  | C  | T  | C  | T  | C  | T  | C  | T  | C  | T  | C  | T  | C  | T  |
| Risultato | P  | P  | N  | V  | V | P  | V | N | P  | P  | P  | V  | P  | V  | V  | V  | N  | V  | V  | P  | V  | P  | P  | V  | V  | P  | P  | P  | V  | P  | V  | N  | N  | V  |
| Posizione | 18 | 18 | 18 | 13 | 9 | 11 | 8 | 9 | 10 | 13 | 14 | 10 | 11 | 9  | 9  | 9  | 9  | 8  | 8  | 9  | 8  | 8  | 9  | 8  | 8  | 8  | 8  | 8  | 8  | 9  | 9  | 9  | 9  | 9  |

Legenda:

Luogo: C = Casa; T = Trasferta. Risultato: V = Vittoria; N = Pareggio; P = Sconfitta.

### Statistiche dei giocatori
| Giocatore        | Bundesliga | Bundesliga | Bundesliga  | Bundesliga | Coppa di Germania | Coppa di Germania | Coppa di Germania | Coppa di Germania | Coppa Intertoto | Coppa Intertoto | Coppa Intertoto | Coppa Intertoto | Totale   | Totale | Totale      | Totale     |
| Giocatore        | Presenze   | Reti       | Ammonizioni | Espulsioni | Presenze          | Reti              | Ammonizioni       | Espulsioni        | Presenze        | Reti            | Ammonizioni     | Espulsioni      | Presenze | Reti   | Ammonizioni | Espulsioni |
| ---------------- | ---------- | ---------- | ----------- | ---------- | ----------------- | ----------------- | ----------------- | ----------------- | --------------- | --------------- | --------------- | --------------- | -------- | ------ | ----------- | ---------- |
| P. Agostino      | 19         | 5          | 1           | 1          | 1                 | 0                 | 0                 | 0                 | 2               | 1               | 0               | 0               | 22       | 6      | 1           | 1          |
| D. Bierofka      | 27         | 4          | 4           | 0          | 2                 | 0                 | 0                 | 0                 | 0               | 0               | 0               | 0               | 29       | 4      | 4           | 0          |
| D. Borimirov     | 26         | 4          | 7           | 0          | 3                 | 1                 | 0                 | 0                 | 4               | 0               | 1               | 0               | 33       | 5      | 8           | 0          |
| H. Cerny         | 23         | 2          | 4           | 0          | 3                 | 0                 | 1                 | 0                 | 4               | 1               | 0               | 0               | 30       | 3      | 5           | 0          |
| D. Dheedene      | 19         | 1          | 3           | 1          | 1                 | 0                 | 0                 | 0                 | 3               | 0               | 0               | 0               | 23       | 1      | 3           | 1          |
| U. Ehlers        | 15         | 0          | 2           | 1          | 3                 | 0                 | 1                 | 0                 | 1               | 0               | 0               | 0               | 19       | 0      | 3           | 1          |
| H. Greilich      | 5          | 0          | 1           | 0          | 0                 | 0                 | 0                 | 0                 | 3               | 0               | 0               | 0               | 8        | 0      | 1           | 0          |
| A. Görlitz       | 3          | 0          | 1           | 0          | 0                 | 0                 | 0                 | 0                 | 0               | 0               | 0               | 0               | 3        | 0      | 1           | 0          |
| R. Hanke         | 0          | 0          | 0           | 0          | 0                 | 0                 | 0                 | 0                 | 0               | 0               | 0               | 0               | 0        | 0      | 0           | 0          |
| T. Hoffmann      | 22         | 0          | 0           | 0          | 2                 | 0                 | 2                 | 0                 | 1               | 0               | 0               | 0               | 25       | 0      | 2           | 0          |
| M. Hofmann       | 0          | 0          | 0           | 0          | 1                 | 0                 | 0                 | 0                 | 1               | 0               | 0               | 0               | 2        | 0      | 0           | 0          |
| C. Holzer        | 0          | 0          | 0           | 0          | 0                 | 0                 | 0                 | 0                 | 0               | 0               | 0               | 0               | 0        | 0      | 0           | 0          |
| T. Häßler        | 29         | 6          | 4           | 0          | 3                 | 1                 | 0                 | 0                 | 6               | 2               | 0               | 0               | 38       | 9      | 4           | 0          |
| S. Ipoua         | 5          | 0          | 0           | 0          | 1                 | 1                 | 0                 | 0                 | 4               | 1               | 0               | 0               | 10       | 2      | 0           | 0          |
| S. Jentzsch      | 34         | 0          | 4           | 0          | 3                 | 0                 | 1                 | 0                 | 5               | 0               | 0               | 0               | 42       | 0      | 5           | 0          |
| M. Kurz          | 9          | 0          | 3           | 0          | 0                 | 0                 | 0                 | 0                 | 0               | 0               | 0               | 0               | 9        | 0      | 3           | 0          |
| B. Lauth         | 1          | 0          | 0           | 0          | 0                 | 0                 | 0                 | 0                 | 0               | 0               | 0               | 0               | 1        | 0      | 0           | 0          |
| M. Lačić         | 0          | 0          | 0           | 0          | 0                 | 0                 | 0                 | 0                 | 0               | 0               | 0               | 0               | 0        | 0      | 0           | 0          |
| M. Max           | 28         | 18         | 3           | 0          | 4                 | 3                 | 0                 | 0                 | 6               | 5               | 1               | 0               | 38       | 26     | 4           | 0          |
| E. Mykland       | 5          | 0          | 1           | 0          | 2                 | 0                 | 0                 | 0                 | 5               | 0               | 2               | 0               | 12       | 0      | 3           | 0          |
| A. Pfuderer      | 16         | 0          | 2           | 0          | 2                 | 0                 | 0                 | 0                 | 2               | 0               | 0               | 0               | 20       | 0      | 2           | 0          |
| M. Pürk          | 15         | 0          | 1           | 0          | 2                 | 1                 | 0                 | 0                 | 0               | 0               | 0               | 0               | 17       | 1      | 1           | 0          |
| V. Riseth        | 19         | 2          | 3           | 2          | 1                 | 0                 | 0                 | 0                 | 6               | 1               | 0               | 0               | 26       | 3      | 3           | 2          |
| S. Rösler        | 0          | 0          | 0           | 0          | 0                 | 0                 | 0                 | 0                 | 1               | 0               | 0               | 0               | 1        | 0      | 0           | 0          |
| M. Schroth       | 21         | 3          | 6           | 0          | 3                 | 1                 | 0                 | 0                 | 5               | 1               | 0               | 0               | 29       | 5      | 6           | 0          |
| T. Stohn         | 0          | 0          | 0           | 0          | 0                 | 0                 | 0                 | 0                 | 0               | 0               | 0               | 0               | 0        | 0      | 0           | 0          |
| M. Stranzl       | 7          | 1          | 4           | 0          | 1                 | 0                 | 0                 | 0                 | 0               | 0               | 0               | 0               | 8        | 1      | 4           | 0          |
| F. Tapalović     | 24         | 0          | 5           | 0          | 2                 | 0                 | 1                 | 0                 | 5               | 1               | 1               | 0               | 31       | 1      | 7           | 0          |
| R. Týce          | 6          | 2          | 0           | 0          | 2                 | 0                 | 0                 | 0                 | 2               | 0               | 1               | 0               | 10       | 2      | 1           | 0          |
| T. Votava        | 19         | 0          | 6           | 0          | 3                 | 0                 | 1                 | 0                 | 2               | 0               | 0               | 0               | 24       | 0      | 7           | 0          |
| M. Weissenberger | 26         | 3          | 0           | 1          | 3                 | 5                 | 0                 | 0                 | 5               | 0               | 0               | 0               | 34       | 8      | 0           | 1          |
| M. Wiesinger     | 25         | 1          | 2           | 0          | 4                 | 1                 | 1                 | 0                 | 3               | 1               | 1               | 0               | 32       | 3      | 4           | 0          |
| B. Winkler       | 3          | 0          | 0           | 0          | 0                 | 0                 | 0                 | 0                 | 0               | 0               | 0               | 0               | 3        | 0      | 0           | 0          |
| J. Wittmann      | 0          | 0          | 0           | 0          | 0                 | 0                 | 0                 | 0                 | 0               | 0               | 0               | 0               | 0        | 0      | 0           | 0          |
| N. Zelić         | 6          | 0          | 1           | 0          | 1                 | 0                 | 0                 | 0                 | 5               | 0               | 2               | 0               | 12       | 0      | 3           | 0          |
| M. Čížek         | 0          | 0          | 0           | 0          | 0                 | 0                 | 0                 | 0                 | 0               | 0               | 0               | 0               | 0        | 0      | 0           | 0          |
| D. Šuker         | 14         | 4          | 0           | 0          | 3                 | 2                 | 1                 | 0                 | 0               | 0               | 0               | 0               | 17       | 6      | 1           | 0          |